# Bolshecapnia missiona
Bolshecapnia missiona är en bäcksländeart som beskrevs av Baumann och David S.Potter 2007. Bolshecapnia missiona ingår i släktet Bolshecapnia och familjen småbäcksländor. Inga underarter finns listade i Catalogue of Life.